# Moncontour (Vienne)
Moncontour ist eine französische Gemeinde mit 982 Einwohnern (Stand: 1. Januar 2022) im Département Vienne in der Region Nouvelle-Aquitaine; sie gehört zum Arrondissement Châtellerault und zum Kanton Loudun (bis 2015: Kanton Moncontour). Die Einwohner werden Moncontourois genannt.

## Geographie
Moncontour liegt etwa 38 Kilometer nordwestlich von Poitiers am Dive. Umgeben wird Moncontour von den Nachbargemeinden Arçay im Norden, Mouterre-Silly im Nordosten, Martaizé im Osten und Nordosten, Saint-Clair im Osten, Saint-Jean-de-Sauves im Osten und Südosten, La Grimaudière im Süden und Südosten, La Grimaudière im Südwesten, Marnes im Süden, Assais-les-Jumeaux im Süden und Südwesten, Airvault im Südwesten, Saint-Jouin-de-Marnes im Westen sowie Brie im Nordwesten.

## Geschichte
1569 fand hier die Schlacht bei Moncontour zwischen den katholischen Truppen Frankreichs und den Hugenotten statt, die mit einer Niederlage der Hugenotten endete.

## Bevölkerungsentwicklung
| Jahr                      | 1962 | 1968 | 1975 | 1982 | 1990 | 1999 | 2006 | 2013 |
| Einwohner                 | 582  | 543  | 1061 | 1036 | 929  | 980  | 1009 | 975  |
| Quelle: Cassini und INSEE |      |      |      |      |      |      |      |      |

## Sehenswürdigkeiten
- Kirche Saint-Nicolas in Moncontour, seit 1985 Monument historique
- Kirche Saint-Philibert in Messais, Anfang des 20. Jahrhunderts erbaut
- Kirche Sainte-Julitte-et-Saint-Cyr in Saint-Chartres aus dem 12. Jahrhundert
- Donjon von Moncontour aus dem 12. Jahrhundert, seit 1877 Monument historique
- Museum

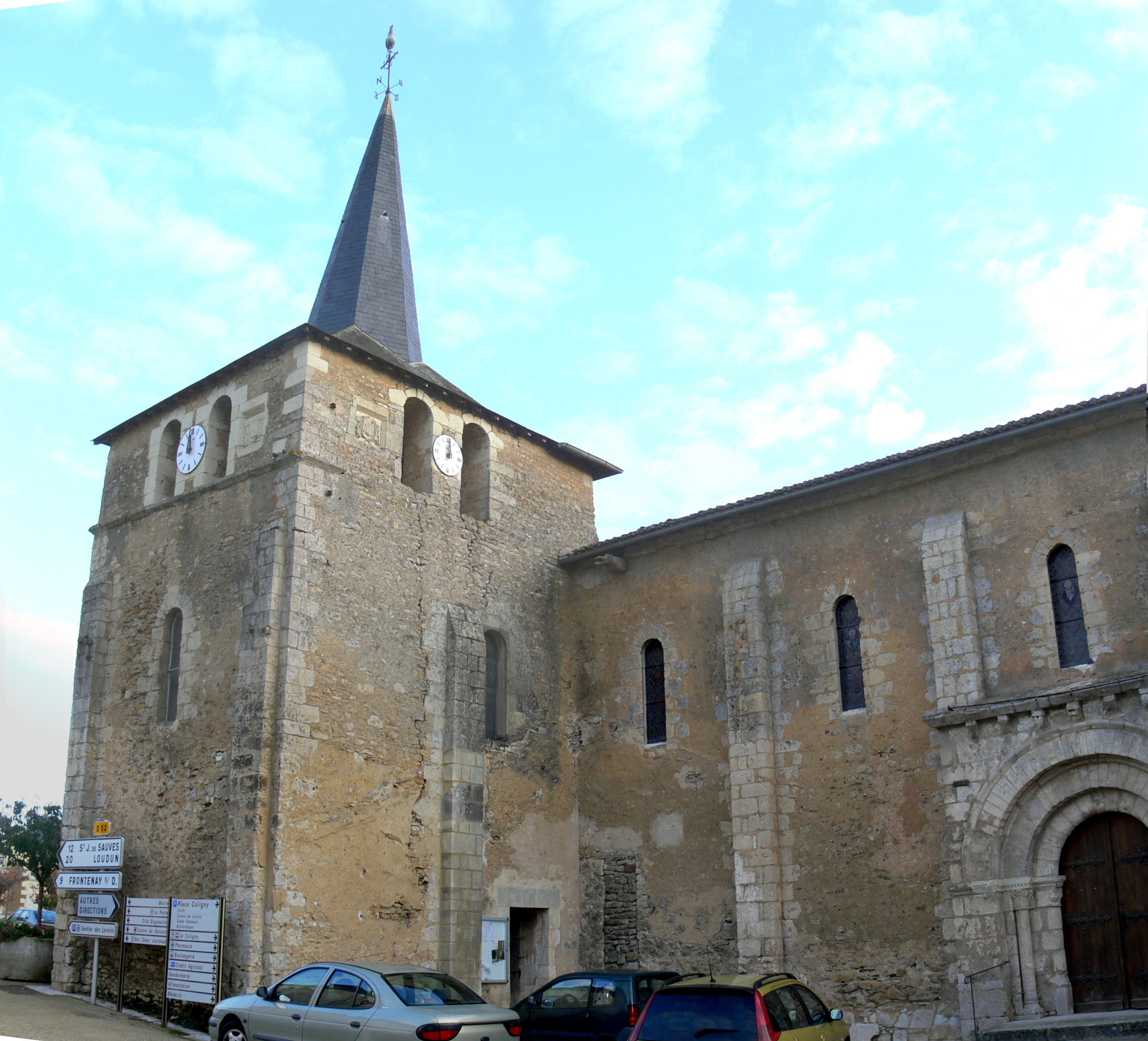
Kirche Saint-Nicolas
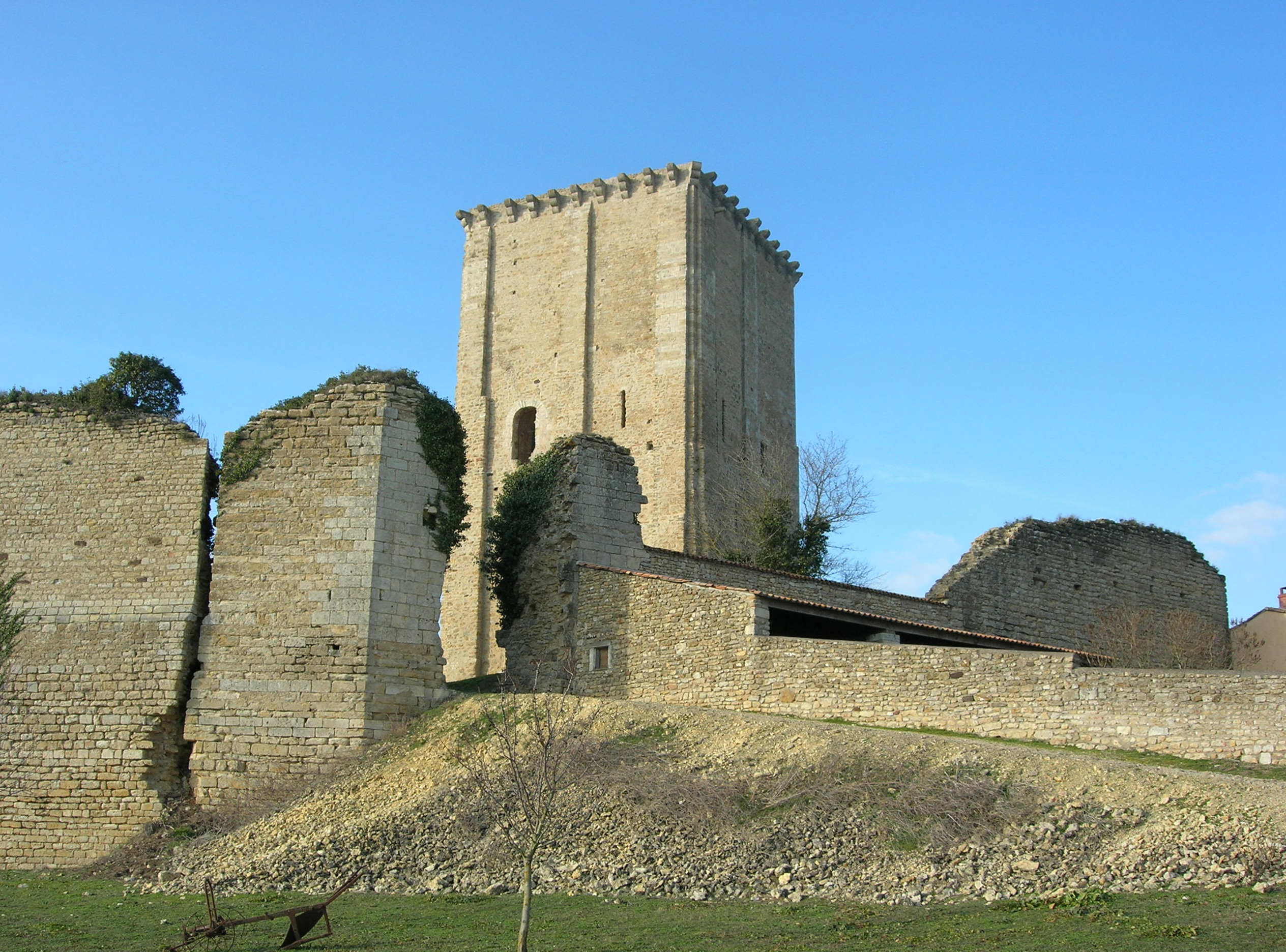
Donjon

## Persönlichkeiten
- Philibert von Baden (1536–1569), Markgraf von Baden-Baden